# Live at the Garden
A Live at the Garden a Pearl Jam negyedik DVD-je, duplalemezes kiadásban.

## Áttekintés
A DVD a Pearl Jam egy koncertjét dokumentálja a Riot Act-turnéról, az elsőt az orgonista Boom Gaspar-ral. A koncert hivatalos bootlegként is megjelent, csak hanganyagában. Néhány bónusz is található a lemezen, köztük négy montázs, Matt Cam felvételek (ezek a Touring Band 2000-en "debütáltak"), amelyekkel olyan felvételeket láthatunk, melyek a dobos Matt Cameron-ra fókuszálnak.
Az Even Flow alatt a szólógitáros Mike McCready improvizált szólót játszik, amely 5 perc hosszú.

## Számok

### 1. lemez
1. "Love Boat Captain"
2. "Last Exit"
3. "Save You"
4. "Green Disease"
5. "In My Tree"
6. "Cropduster"
7. "Even Flow"
8. "Gimme Some Truth"
9. "I Am Mine"
10. "Low Light"
11. "Faithfull"
12. "Wishlist"
13. "Lukin"
14. "Grievance"
15. "1/2 Full"
16. "Black"
17. "Spin the Black Circle"
18. "Rearviewmirror"

### 2. lemez
1. "You Are"
2. "Thumbing My Way"
3. "Daughter" (Ben Harper-rel)
4. "Crown of Thorns"
5. "Breath"
6. "Better Man"
7. "Do the Evolution"
8. "Crazy Mary"
9. "Indifference" (Ben Harper-rel)
10. "Sonic Reducer" (Tony Barber-rel a Buzzcocks-ból)
11. "Baba O'Riley" (Steve Diggle-lel a Buzzcocks-ból)
12. "Yellow Ledbetter"

### Bónusz dalok
- "Throw Your Arms Around Me" (2/23/03, Burswood Dome, Perth, Ausztrália, Mark Seymourral a Hunters and Collectorsból)
- "Dead Man" (7/14/03, PNC Bank Arts Center, Holmdel, New Jersey, Eddie Vedder szólóban)
- "Bu$hleaguer" (különféle felvételekből mixelve)
- "Fortunate Son" (különféle felvételekből mixelve, a következő zenészek közreműködésével: Johnny Marr, Betchadupa, Cheetah Chrome, Sleater-Kinney, Corin Tucker, Mike Tyler, Steve Earle, Jack Irons, Ben Harper, Billy Gibbons, Ann és Nancy Wilson a Heart-ból, Idlewild, és a  Buzzcocks)
- "Down" (Stúdió verzió, montázs)
- "All Those Yesterdays" (a zene a 7/11/03, Tweeter Center Boston, Mansfield, Massachusetts koncertről való, akusztikus, montázs)

### Matt Cam dalok
- "Last Exit"
- "Green Disease"
- "Cropduster"
- "You Are"
- "Crown of Thorns"

### Meglepetés
A DVD-n egy meglepetés is található, a "Hunger Strike" c. dal formájában, amelyet a 7/19/03 mexikói koncertről, Corin Tucker, a Sleater-Kinney énekesnőjének közreműködésével előadva láthatunk. Elérése: az első lemez főmenüjében a Setlist-re kattintva, a "Black"-re lépve, és a jobb gombbal két gyors kattintással.

## Listás helyezések
| Év   | Lista               | Helyezés |
| ---- | ------------------- | -------- |
| 2003 | US Top Music Videos | 2.       |

## Alkotók
- Mike McCready – gitár
- Matt Cameron – dob
- Ed Vedder – ének, gitár
- Stone Gossard – gitár
- Jeff Ament – basszusgitár
- Boom Gaspar – Hammond B3, Fender Rhodes
- Operatőrök: Liz Burns, Steve Gordon, Kevin Shuss, Brandon Vedder
- Szerkesztette: Steve Gordon
- Mixelte: Brett Eliason
- A felvételt készítette: John Burton
- Hangszerkesztés: Ed Brooks a RFI CD Mastering-nél
- Dizájn és elrendezés: Brad Klausen